# Sega

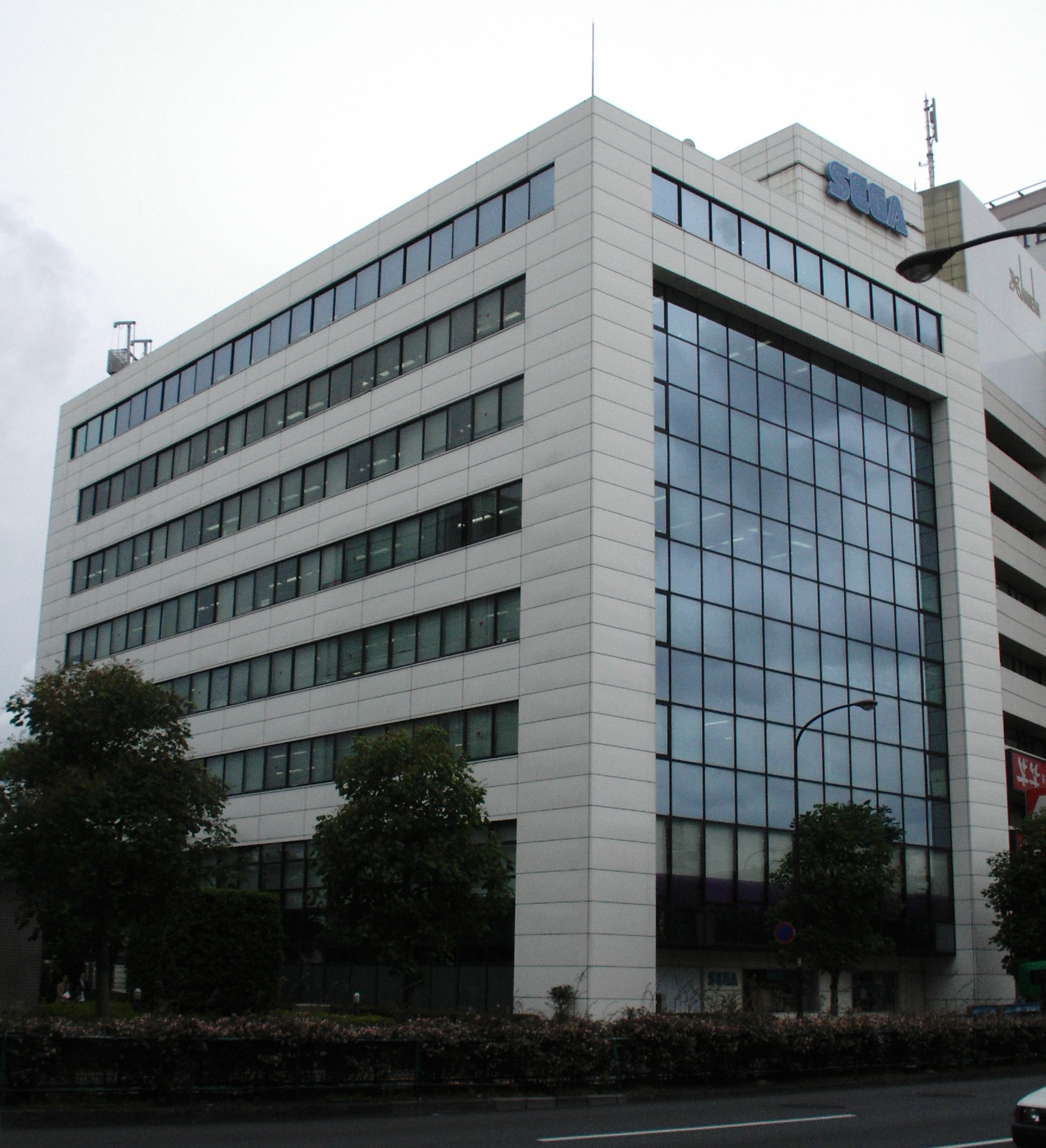
Segas Hauptsitz in Ōta, Japan

K.K. Sega (jap. 株式会社セガ, Kabushiki-gaisha Sega, engl. Sega Corporation – abgeleitet von Service Games, Eigenschreibweise: SEGA) ist ein japanischer Hersteller von Videospielen und Arcade-Automaten sowie ein ehemaliger Hersteller von Spielkonsolen. Segas Hauptsitz befindet sich in Ōta, Tokio, aber das Unternehmen selbst hat noch weitere Sitze in den USA und Europa sowie mehrere Tochtergesellschaften auf mehreren Kontinenten.

## Unternehmensgeschichte

### 1940–1969
Im Jahr 1940 gründeten die Amerikaner Martin Bromley, Irving Bromberg und James Humpert in Honolulu das Unternehmen „Standard Games“. 1951 bewegte Bromley seine Kollegen dazu, nach Tokio zu ziehen und dort das Unternehmen „SErvice GAmes of Japan“ zu gründen. Ein Jahr später wurde das Unternehmen in Japan offiziell registriert. Das Geschäftsfeld von Sega war der Import von Münzautomaten für die in Japan stationierten US-Militärs. SEGA expandierte rasch zum Exporteur. Im Jahr 1965 fusionierte Sega mit dem Unternehmen „Rosen Enterprises“ in Tokio. Dieses war 1954 von einem Amerikaner namens David Rosen gegründet worden. Es handelte mit allem, von Passbild-Automaten bis zu mechanischen Arcade-Spielgeräten. 1966 entwickelte Sega einen elektromechanischen Spielautomaten, der 1968 erschien und zum weltweiten Hit wurde: „Periscope“. Dieser Automat stellte einen Wendepunkt im Bereich Spielautomaten dar. Sogar Industrievertreter aus Amerika und Europa reisten nach Japan, um diesen Spielautomaten in die westlichen Länder zu importieren.
1969 entschieden Rosen und die anderen Aktionäre, Sega an „Gulf & Western Industry Inc“, einen Mischkonzern für Autos, Bekleidung, Zucker und mehr, zu verkaufen. Rosen blieb CEO.

### 1970–1989

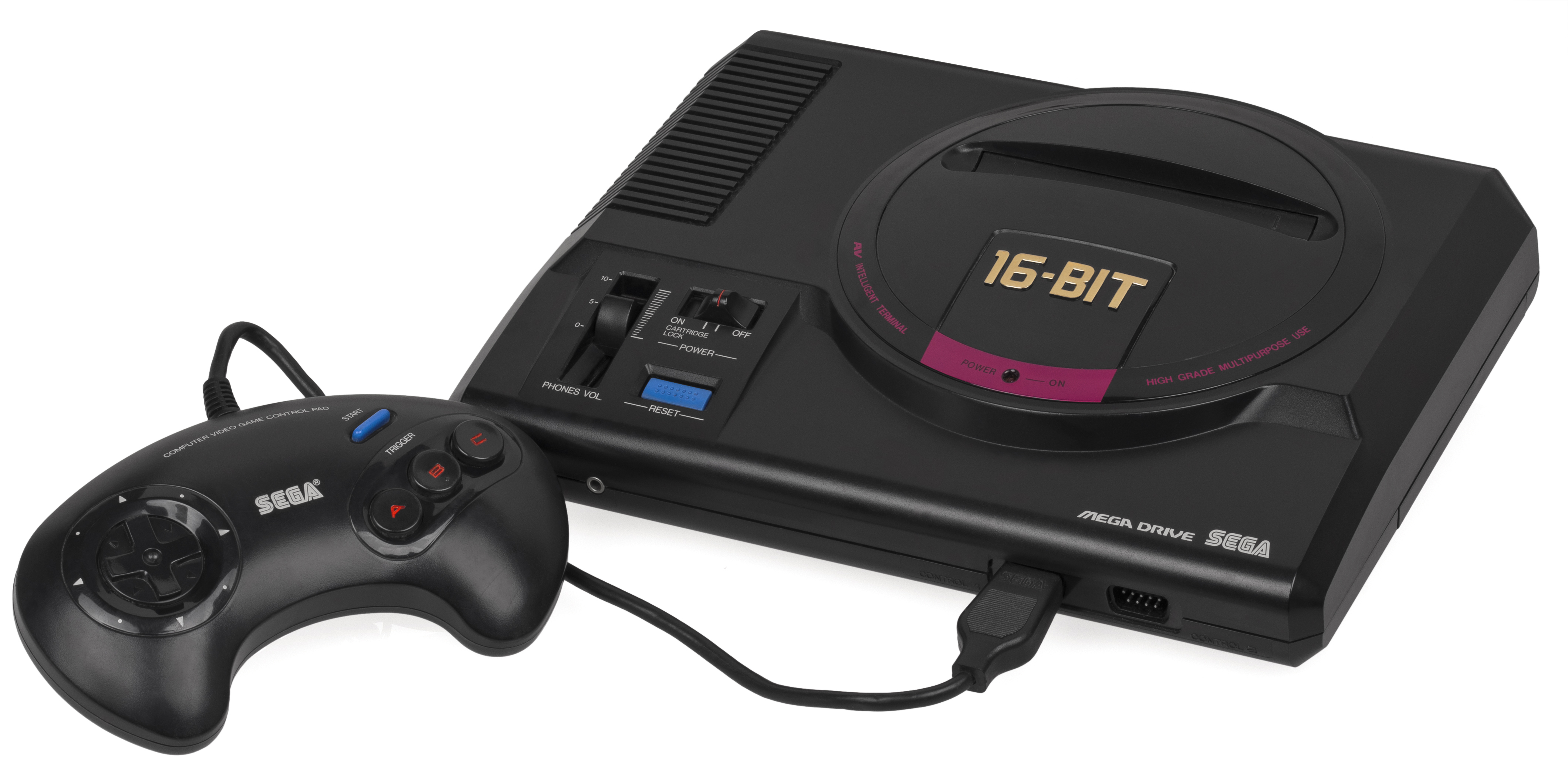
Sega Mega Drive (1988)

Im Jahr 1976 stellte Sega das erste kommerzielle japanische Videospiel her: das Arcade-Spiel Heavyweight Champ.
1979 übernahm David Rosen das Distributions-Unternehmen des Japaners Hayao Nakayama. 1982 war ein äußerst erfolgreiches Jahr für Sega. Die weltweiten Verkäufe erreichten einen Umsatz von mehr als 214 Millionen US-Dollar. In diesem Jahr führte Sega viele bahnbrechende Entwicklungen in Japan ein: das erste Laserdisc-Spiel mit dem Namen Astro Belt und eines der ersten 3D-Spiele namens SubRoc-3D. Mit der Videospielekonsole SG-1000 feierte Sega den Einstand in den heimischen Wohnzimmern und landete damit einen Hit in Japan.
1983 war ein schweres Jahr für Sega. Der Zusammenbruch der amerikanischen Spieleindustrie brachte nicht nur den Wettbewerber Atari an den Rand des Ruins, sondern versetzte auch Sega einen schweren Schlag. Die einst blühende US-Division des Unternehmens wurde an „Bally Manufacturing Corporation“ verkauft.
David Rosen, Hayao Nakayama und einige andere Investoren taten sich zusammen und kauften für 38 Millionen US-Dollar sämtliche Sega-Fabrikationsstätten in Japan. Hayao Nakayama wurde neuer Geschäftsführer, während David Rosen, trotz des Verkaufs an Bally, CEO in Amerika blieb.
1984 wurde Sega (Amerika) nun dank eines Zusammenschlusses von Sega Japan und der CSK Corporation aufgekauft. Von nun an waren beide Unternehmen unter dem Namen „Sega Enterprises Ltd.“ tätig, mit Hauptsitz in Japan. „Sega Europe Limited“ wurde ins Leben gerufen und der SG 1000 II (Mark II) kam für den Preis von ¥ 15.000 auf den Markt. Der Mark III folgte 1985.
1985 wurde das Master System veröffentlicht. Es war bereits die vierte Konsole von Sega und die erste, die weltweit vermarktet wurde. Im August 1986 wurde der AI Computer veröffentlicht. Für diesen Computer wurden bis Mai 1989 etwa 30 Programme herausgebracht. Im Oktober 1988 veröffentlichte Sega die Konsole Mega Drive in Japan.

### 1990–1999

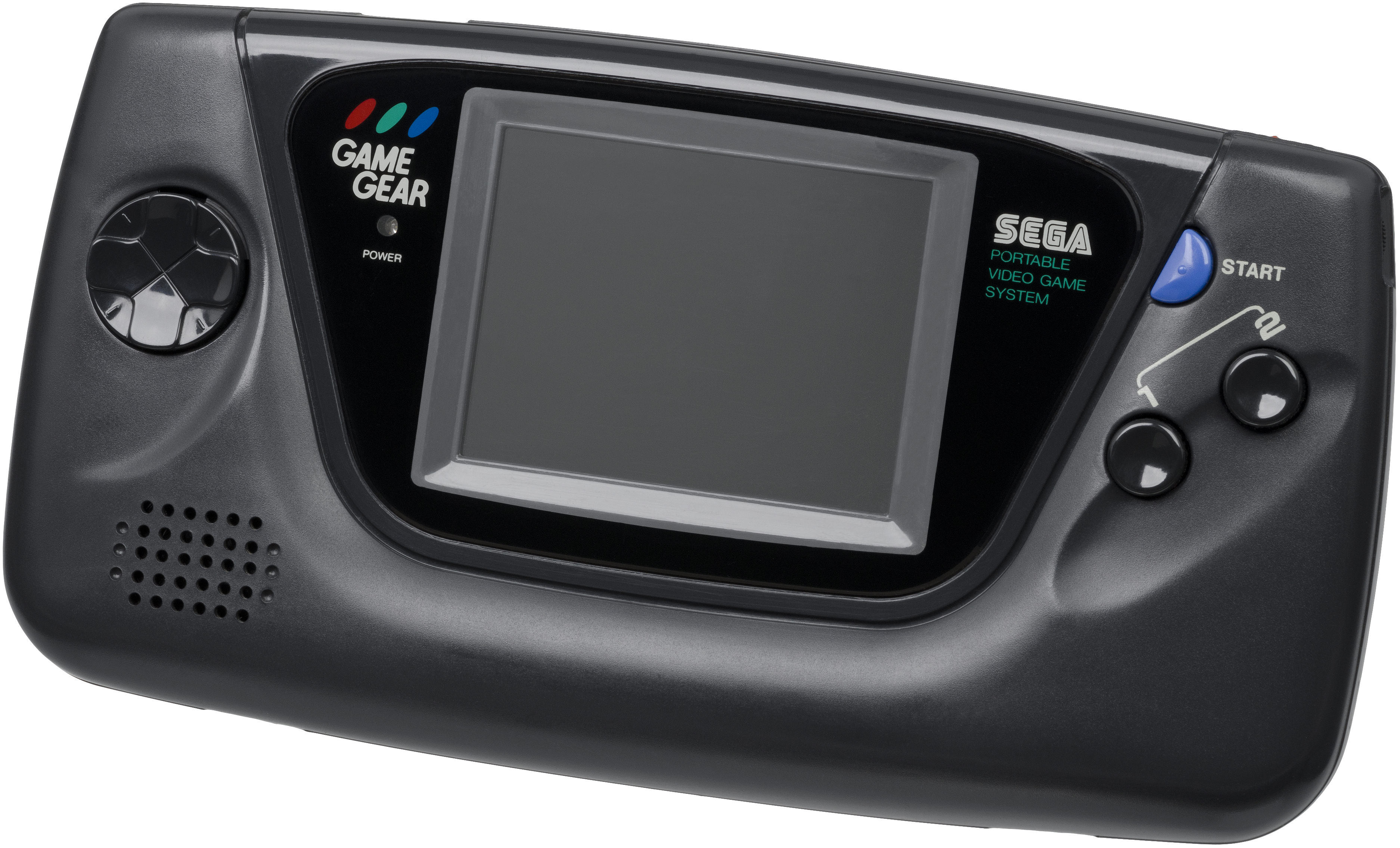
Sega Game Gear (1990)

1990 veröffentlichte Sega seine 16-Bit-Konsole Mega Drive (in den USA Genesis genannt) in Europa. Damit trat man in direkten Konkurrenzkampf zu Nintendo, hatte aber keine großen Probleme, sich in Europa zu etablieren. Während der Konsole in Japan sehr wenig Erfolg beschieden war, verkaufte sie sich in den USA zunächst etwas besser als Nintendos 16-Bit-Maschine SNES, unter anderem da man Nintendo mit der 16-Bit-Technologie zuvorgekommen war. In Europa jedoch konnte sich Sega niemals wirklich gegen Nintendo behaupten, obwohl sich beide Konsolen gut verkauften.
Im Jahr 1991 erschien der erste Titel der Spieleserie Sonic the Hedgehog, primär für das Mega Drive, jedoch auch für das Master System und den Handheld Sega Game Gear, welche auf dem Mobilemarkt mit Nintendos Game Boy konkurrierte. Der blaue Igel Sonic avancierte zum Firmenmaskottchen und Vorzeige-Spieleserie des Unternehmens, welches seither mit großer Medienwirksamkeit und Merchandise weltberühmt gemacht wurde.
Im selben Jahr kaufte Sega den Publisher „Deith Leisure“, um eine noch größere Präsenz auf dem europäischen Markt zu erreichen.
1992/93 führte Sega das Mega-CD ein, ein CD-ROM-Add-on für den Sega Mega Drive, das nebst dem höheren Datenspeicher zusätzliche 3D-Fähigkeiten bot. Sega konnte damit aber niemals einen echten Durchbruch erzielen. Der Preis war den meisten potenziellen Käufern deutlich zu hoch angesetzt, dadurch wurde das Gerät für viele Entwickler uninteressant, obwohl eine CD mehr Daten fassen konnte und in der Herstellung billiger als ein Modul war.
1994 veröffentlichte Sega zwei verschiedene Hardware-Entwicklungen. Während die Entwicklung der nächsten Konsolengeneration namens Saturn unstrittig war, kam es zu einem Konflikt zwischen Sega of America und dem japanischen Mutterunternehmen. Letzteres wollte eine neue Mega-Drive-Version mit einer größeren Farbpalette veröffentlichen. Joe Miller (Chef der US-Entwicklungsabteilung) überzeugte den Mutterkonzern, stattdessen eine Mega-Drive-Erweiterung namens 32X herzustellen, welche Polygongrafik erlaubte. Die Erweiterung floppte.

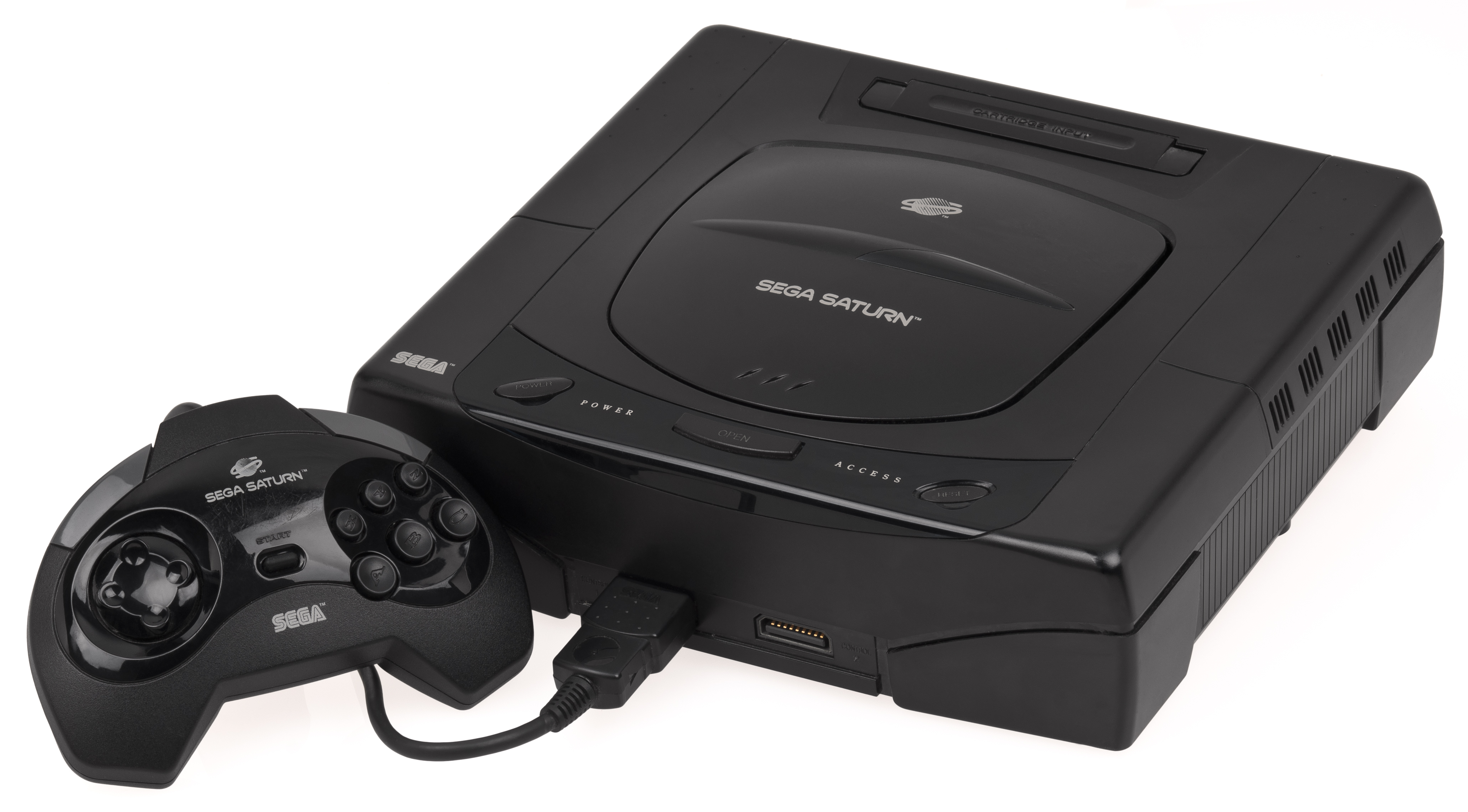
Sega Saturn (1994)

Am 22. November 1994 wurde der Saturn schließlich mit anfänglichem Erfolg in Japan veröffentlicht – Sony schob die PlayStation am 3. Dezember 1994 nach. Bereits am Erstverkaufstag gingen knapp 200.000 Saturns über die Ladentheken in Japan. Bis Ende Dezember 1994 verkaufte Sega etwa 500.000 Saturns, während Sony sich mit „nur“ 300.000 Stück begnügen musste.
1995 veröffentlichte Sega ihren Saturn weltweit, kam aber nicht gegen den durchschlagenden Erfolg der PlayStation von Sony an. Trotzdem war der Sega Saturn zu seiner Zeit die erfolgreichste Konsole innerhalb Japans.
Gegen Ende 1995 veröffentlichte das Unternehmen nVidia eine der ersten 3D-Beschleunigerkarten für den PC, welche über Anschlüsse für Saturn-Joypads verfügte. Diese Zusammenarbeit mit Sega war für beide Seiten interessant: Sega konnte erste Schritte in Richtung PC-Umsetzungen unternehmen und nVidia verkaufte dank des Bekanntheitsgrads der Sega-Titel eine stattliche Anzahl dieser Steckkarten. Als Spiel lag dem Bundle das 3D Beat 'em Up Virtua Fighter bei.
1996 entschied sich Sega dazu, strategisch wichtige Titel auf der PC-Plattform zu veröffentlichen. In Zusammenarbeit mit „MCA“ und Dreamworks Inc. gründete Sega das Unternehmen Sega Gameworks. Diese kümmerte sich um den Aufbau der Spielautomaten-Parks im Norden von Amerika. Zeitweise wurden Gerüchte laut, dass Sega Lizenznehmer der von Matsushita/3DO entwickelten M2-Hardware werden würde, da die letzten Eigenentwicklungen (Mega-CD, 32X und Saturn) aufgrund des hohen Preises nicht auf die entsprechende Resonanz bei den Kunden stieß. Dieses Vorhaben wurde aber wieder fallengelassen, nachdem die Leistungsfähigkeit der M2-Hardware die Ingenieure von Sega nicht überzeugte und Matsushita viel mehr an einem Videospiele-Standard (ähnlich dem VHS-Standard im Videobereich) interessiert war. Sega hätte somit nicht allein über die Lizenz verfügen können.
Als spezielle Werbefigur für den Sega Saturn wurden von 1996 bis 1998 im japanischen Fernsehen Werbeclips mit einer speziellen Werbefigur ausgestrahlt: Segata Sanshiro. Dies war ein ehrgeiziger Judokämpfer mit einer Leidenschaft für Sega und extremes Gaming. Jeder, der nicht Sega Saturn spielte, wurde von ihm bestraft. Ihm wurde letztendlich auch sein eigenes Spiel „Shinkenyuugi“ für den Saturn gewidmet.

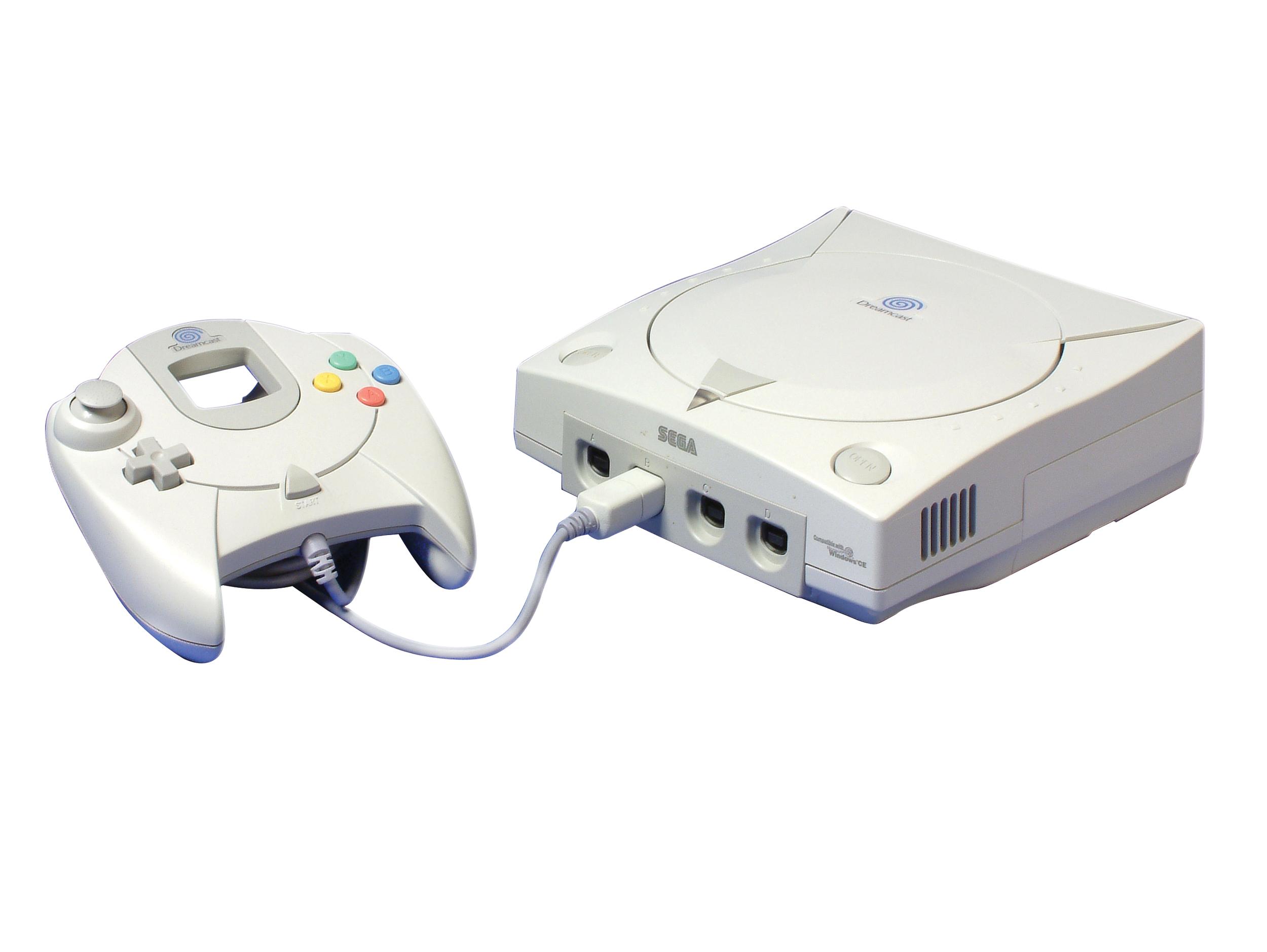
Dreamcast (1998)

Im selben Jahr brachte Sega gemeinsam mit Atlus die Purikura-Kabinen auf den Markt.
Im Jahr 1997 wurden im Frühjahr Gerüchte laut, wonach Sega am 1. Oktober 1997 mit dem Spielzeugriesen Bandai eine Fusion eingehen möchte. Dieser Zusammenschluss der beiden Branchen-Riesen hätte dann unter dem Unternehmensnamen (Firma) „Sega Bandai Ltd.“ firmiert. Beide Unternehmen hatten zu diesem Zeitpunkt enorme Einbußen beim Verkauf ihrer 32-Bit-Konsolen hinnehmen müssen – Sega mit dem Saturn und Bandai mit ihrem Pippin, einer Konsole, die auf der Macintosh-Technologie basierte. Da Bandai aber einen weltweiten Erfolg mit dem Tamagotchi erzielen konnte, war für sie ein Zusammenschluss nicht mehr von Interesse.
1997 wurde Adeline Software International aufgekauft und in No Cliché umbenannt. Am 27. November 1998 wurde nach langen Ankündigen der „Dreamcast“ in Japan veröffentlicht. Sega sagte damit allen Konkurrenten erneut den Kampf an.
Am 9. September 1999 erschien der Dreamcast in Amerika. Am 14. Oktober 1999, nach einer dreiwöchigen Verspätung, kam die Konsole in Europa auf den Markt. Sega konnte vor Startschuss 300.000 Dreamcasts an den Handel verkaufen – dreimal so viel wie die PlayStation ein paar Jahre zuvor.

### 2000–2005
Im Frühjahr 2001 gab Sega den Produktionsstopp der Dreamcast-Konsole bekannt und kündigte an, sich gänzlich aus dem Videospielkonsolengeschäft zurückzuziehen und in Zukunft nur noch Software und Arcade-Automaten herzustellen. Im Laufe des Jahres erschienen die ersten Umsetzungen einiger Sega-Hits auf der PlayStation 2, Xbox, GameCube und anderen Konsolen.
Am 16. März 2001 verstarb der Unternehmenschef von Sega Isao Okawa im Alter von 74 Jahren. Okawa hat seinem Unternehmen rund 500 Millionen Euro Schulden erlassen und einen Betrag von 700 Millionen Euro vermacht, mit dem aus einem der größten Konsolenhersteller einer der größten Software-Hersteller werden sollte. Kurz vorher hatte er sogar in Betracht gezogen, nach dem Konsolenausstieg einen Vertrag mit Microsoft einzugehen, was aber nicht realisiert wurde.
2003 gaben Sega und Sammy (der führende Pachinko-Automatenbetreiber) Pläne für eine Fusion bekannt. In der japanischen Zeitung „Nihon Keizai Shimbun“ hieß es dagegen, dass Namco (Japans zweitgrößter Hersteller von Spielhallen-Automaten) an einer Fusion mit Sega interessiert sei. Am 28. Februar 2003 folgten weitere Gerüchte über Interesse seitens Microsoft und Electronic Arts. Sega dementierte alle Angaben. Am 1. Mai 2003 schrieb die Zeitung Asahi Shimbun, Sammy-Präsident Hajime Satomi habe verärgert auf das Angebot von Namco reagiert und nun kein richtiges Interesse mehr an einer Übereinkunft mit Sega. Namco gab derweil auf ihrer Homepage bekannt, dass man die für eine Fusion nötigen Dokumente abgeschickt habe. Am 8. Mai waren die Fusionsgespräche mit dem Pachinko-Hersteller Sammy offiziell beendet. Außerdem meldete Namco, dass ihr Fusionsangebot zurückgezogen worden sei, da Sega nicht auf den Vorschlag reagiert habe. Spätere Fusionsgespräche seien aber denkbar.
Am 8. Dezember 2003 kaufte Sammy von der CSK Corporation für 45,3 Milliarden Yen (etwa 346,06 Millionen Euro) 22,4 Prozent der Sega-Aktien (39.148.600 Stück) und ist nun der größte Anteilseigner an Sega.
Am 18. Mai 2004 erklärten Sammy und SEGA, sich im Oktober zu einem gemeinsamen Konzern namens Sega Sammy Holdings zusammenzuschließen. Sammy-Präsident Hajime Satomi übernimmt dabei die Leitung über das neue Unternehmen.
Am 1. September 2005 stellte Sega auf der Amusement Machine Show in Japan seine Lindbergh Hardware für Spieleautomaten der breiten Öffentlichkeit vor. Erste Videos, zu den für diese Hardware entwickelten Spielen, wurden präsentiert, darunter Virtua Fighter 5, After Burner Climax und Power Smash 3. Am 9. September präsentierte Sega der Presse die neue Unternehmensstrategie, die darin besteht, verstärkt Partnerschaften abzuschließen, unter anderem mit Chunsoft, Vivarium, und THQ, für die Sega in Japan Spiele vertreiben wird. Zur Unternehmensstrategie gehörte es, Next Generation Konsolen wie Xbox 360, PlayStation 3, und Nintendos Wii mit Spielen zu unterstützen. Am 5. Oktober bestätigte Sega, die Arbeiten an dem NAOMI 3 Board zugunsten des leistungsstärkeren Lindbergh Board eingestellt zu haben.
Am 6. Dezember 2005 gab Sega bekannt, sich mit der Beijing Utahana Culture Development Group in China zusammenschließen zu wollen.

### Seit 2006
Sega Japan plante im Februar 2006 den Bau eines Kultur-Gebäudekomplexes in Yokohama, in dem Unterhaltungsformen wie Theater, Musicals und Opern geplant sind. Sega investiert über 100 Mrd. Yen (rund 709 Mio. Euro). Vor dem Weihnachtsgeschäft 2009 wurde der Bau abgeschlossen.
Im April 2006 kaufte Sega Holdings U.S.A. das Unternehmen Secret Level. Das Studio wurde 1999 gegründet, ist in San Francisco ansässig und entwickelte bisher Spiele wie Magic: The Gathering – Battlegrounds oder Star Wars Starfighter. Sega übernimmt außerdem das britische Studio Sports Interactive. Sega begann im Juni 2007 die Zusammenarbeit mit BioWare, um ein Sonic-Rollenspiel exklusiv für Nintendo DS zu entwickeln. Das Spiel, Sonic Chronicles: Die Dunkle Bruderschaft, ist 2008 erschienen. Im gleichen Jahr verwarf Sega Sammy die Pläne für den Bau des Kultur-Gebäudekomplexes in Yokohama. 22,6 Mrd. Yen (143,2 Mio. Euro / 226,4 USD) waren bereits investiert. Sega Sammy schloss die Niederlassung in Korea. Einen Monat später, im April 2008 schloss Sega das 2005 gegründete Racing Studio.
Im April 2011 wurde das Three Rings Design entwickelten und von Sega publizierten MMORPGs Spiral Knights öffentlich präsentiert. Der Indoor-Vergnügungsparks SEGA Republic in der Dubai Marina Mall eröffnete am 19. März 2012. Sega schloss im Juli 2012 alle Außenstellen in Europa, mit Ausnahme von Sega UK.
Im Januar 2013 übernahm Sega nach der Insolvenz von THQ das Entwicklungsstudio Relic Entertainment. Im Februar 2015 investierte Sega in drei Mobile-Games-Entwickler. Die Demiurge Studios kaufte Sega komplett auf. An dem Start Up Ignited Artists aus San Francisco und am englischen Studio Space Ape Games erwarb man außerdem Mehrheitsanteile. Die Investitionen gehen einher mit der neuen Marktausrichtung von Sega hin zum Mobile-Gaming.
Im September 2016 gab Sega auf der Tokyo Game Show bekannt, dass sie das geistige Eigentum und die Entwicklungsrechte für alle von Technosoft entwickelten und veröffentlichten Spiele von deren Präsident Kazue Matsuoka erworben haben. Zu den Faktoren, welche die Übernahme beeinflussten, zählte der frühere Technosoft-Präsident maßgeblich. So gab dieser bekannt, dass die einzige Option, die Marke Technosoft zu erhalten, in der Übergabe der geistigen Eigentumsrechte an Sega läge. Sega und Technosoft konnten bereits auf eine langjährige Zusammenarbeit während der Mega Drive- und Saturn-Ära zurückblicken, weswegen die bereits etablierte Beziehung ein weiterer Faktor beim Erwerb der Markenrechte an Technosoft-Spielen war. Insbesondere durch die Thunder-Force-Serie war Technosoft auf Sega-Konsolen sehr bekannt.
Im April 2017 kündigte die Sega Sammy Holding eine Verlagerung der Hauptgeschäftsstellen der Sega Sammy Group und ihrer wichtigsten inländischen Tochtergesellschaften im Großraum Tokio nach Shinagawa-ku im Januar 2018 an. In der Begründung hieß es, dass die Zusammenarbeit zwischen den Unternehmen sowie ein aktiverer Gedankenaustausch der Mitarbeiter bei gleichzeitiger Verfolgung eines effizienten Gruppenmanagements durch die Konsolidierung von verteilten Hauptverwaltungsfunktionen innerhalb der Gruppe angestrebt wurden. Zu den Unternehmen, die in die Zentrale umgezogen sind, zählen Sega Sammy Holdings, Sammy Corporation, Sega Holdings, Sega Games, Atlus, Sammy Network und Dartslive.
Am 13. Oktober 2017 kündigte Sega of America mit dem „Sega Shop“ einen eigenen Online-Shop an, der bereits vier Tage später am 17. Oktober 2017 eröffnet wurde. Auch das Vereinigte Königreich und der Rest von Europa erhielten jeweils einen eigenen Online-Shop, die sich aber im Angebot von der amerikanischen Variante unterscheiden.
Da Miniaturversionen von Retrokonsolen immer beliebter wurden, veröffentlichte SEGA 2019 den Mega Drive Mini (in Amerika Genesis Mini). Die 16-Bit-Konsole hat 42 Spiele vorinstalliert und kann per fanerstellter Emulation um mehr Spiele erweitert werden.
Im Jahre 2020 feierte SEGA ihr 60. Jubiläum mit der Kampagne „GO SEGA“ (das „GO“ kann als Abwandlung der Zahl 60 gesehen werden). Um diese Kampagne in Japan zu umwerben, wurde ein spezielles Maskottchen eingesetzt: Sega Shiro, der Sohn von Segata Sanshiro (diese Verwandtschaft existiert auch unter den Schauspielern der Figuren). Sega Shiro führt Segatas Weg fort. In Japan erschienen zur Feier auch fünf verschiedene Versionen des Game Gear Micro – ein Mini Game Gear mit vier Spielen pro Variante vorinstalliert. Während das Geschäft für Konsolenspiele 2020 gut verlief, verzeichnete Segasammy aufgrund der Corona-Pandemie und den daraus resultierenden Schließungen öffentlicher Einrichtungen hohe Verluste.
Ende August 2020 ließ SEGA das SEGA Akihabara Building 2 – eine ikonische Spielhalle in Tokyo – aufgrund hoher Verluste endgültig schließen. Wenig später wurde bekannt gegeben, dass SEGA Entertainment, der drittgrößte Arcadebetreiber in Japan, an GENDA Inc. verkauft werden solle. Bei SEGA selbst sollten nur 15 % des ursprünglichen Zweigs verbleiben. Die Spielentwicklung für den Arcadebereich sollte allerdings nicht stoppen. Anfang 2022 gab SEGA bekannt, auch die verbliebenen 15 % an GENDA zu verkaufen und sich aus dem Spielhallengeschäft zurückzuziehen.
Anfang 2020 erschien der Kinofilm Sonic the Hedgehog. Diese von Paramount gedrehte Realverfilmung konnte rekordhohe Einnahmen in der Eröffnungswoche verzeichnen. Sonic wird dabei in der englischsprachigen Version von Ben Schwartz gesprochen, in der deutschsprachigen Fassung vom YouTuber Julien Bam synchronisiert. Die Rolle des Dr. Robotnik nahm der Schauspieler Jim Carrey ein. Die Fortsetzung Sonic the Hedgehog 2 erschien im Jahre 2022. Zudem wurde außerdem ein neuer Yakuza-Film (ein erster erschien bereits 2007), der in Zusammenarbeit mit 1212 Entertainment und Wild Sheep Content entstehen soll, angekündigt.

## Spielkonsolen
Viele der Sega-Spielekonsolen trugen während ihrer Entwicklung Projektnamen von Planeten unseres Sonnensystems; Janus und Titan sind Monde des Saturn. Nicht genutzt wurden Erde und Uranus.
| Jahr | Bezeichnung                 | Projektname | Anmerkung                                                                      |
| ---- | --------------------------- | ----------- | ------------------------------------------------------------------------------ |
| 1983 | SG-1000                     |             | Erschien am 15. Juli zeitgleich mit dem NES und dem SC-3000                    |
| 1983 | SC-3000                     |             | Heimcomputer nach Vorbild des SG-1000                                          |
| 1984 | SG-1000 II                  |             |                                                                                |
| 1985 | SG-1000 III (Master System) |             |                                                                                |
| 1988 | Sega Mega Drive (Genesis)   |             |                                                                                |
| 1991 | Sega Game Gear              | Mercury     |                                                                                |
| 1991 | Sega Mega-CD                |             | Hardware-Erweiterung zum Mega Drive                                            |
| 1993 | Sega Pico                   |             |                                                                                |
| 1994 | Sega Saturn                 | Saturn      |                                                                                |
| 1994 | 32X                         | Mars        | Hardware-Erweiterung zum Mega Drive                                            |
| 1994 | Sega Titan Video            | Titan       | Auf dem Sega Saturn basierendes Arcade-System                                  |
| 1995 | Sega Nomad                  | Venus       | Eine Art „portabler Mega Drive“, der nur in Nordamerika erschien.              |
| 1996 | Picture Magic               | Janus       | Grafiktablett basierend auf der 32X-Hardware                                   |
| 1998 | Dreamcast                   | Katana      |                                                                                |
| 2005 | Advanced Pico Beena         |             | Nachfolger des Picos                                                           |
| 2019 | Sega Mega Drive Mini        |             |                                                                                |
| –    | unveröffentlichte Konsole   | Neptun      | Kombination von 32X und Mega Drive als All-in-one-Geräte, Prototypen vorhanden |
| –    | unveröffentlichte Konsole   | Jupiter     | Kompatibel zum Saturn, jedoch ohne CD-Unterstützung                            |
| –    | unveröffentlichte Konsole   | Pluto       | Saturn im integrierten Sega NetLink-Modem, Prototypen vorhanden                |

## Bekannte Spielreihen
- Alex Kidd
- Altered Beast
- Chakan
- Company of Heroes
- Crazy Taxi
- Ecco the Dolphin
- Endless Space
- Football Manager (Sports Interactive)
- Golden Axe
- House of the Dead
- Jet Set Radio
- NHL Eastside Hockey Manager
- NiGHTS into Dreams
- Out Run
- Panzer Dragoon
- Persona
- Phantasy Star
- Puyo Puyo
- Rez
- Ristar
- Sakura Wars
- Sega Rally
- Shenmue
- Shinobi
- Shining Force
- Skies of Arcadia
- Soleil
- Sonic the Hedgehog
- Space Harrier
- Space Channel 5
- Streets of Rage
- Super Monkey Ball
- Total War
- Two Point Hospital
- Valkyria Chronicles
- Virtua Cop
- Virtua Fighter
- Virtua Racing
- Virtua Tennis
- Wonder Boy
- Yakuza

## Erfolgreiche Automaten in Spielhallen
Erfolgreichsten Automaten laut Sega
- Border Break (nur in Japan)
- Love and Barry (nur in Japan)
- Hang-On
- Mushiking: The King of Beetles (nur in Japan)
- Print Club (nur in Japan)
- R 360
- Sangokushi Taisen (nur in Japan)
- Sega 1000 Jukebox
- UFO Catcher
- Virtua Racing
- Virtua Fighter